# Justo de Urgel
Justo de Urgel (en catalán: Just d'Urgell) fue un obispo y escritor hispanorromano.

## Biografía
Los datos de los concilios que se han conservado y la obra de Isidoro de Sevilla proporcionan los elementos para reconstruir la vida de este importante obispo y autor. Era de familia tan ilustre que tres hermanos suyos fueron también obispos: Justiniano de Valencia, Nebridio de Egara y Elidio de Huesca. Fue nombrado obispo de Urgel entre los años 517 y 531 (no firmó las actas del Concilio de Gerona el 8 de junio de 517, pero sí las del II Concilio de Toledo del 17 de mayo de 531), y murió después del 6 de agosto de 546, fecha del sínodo de Lérida, que fue el último en que estuvo. 
Se han conservado dos obras de las que es autor: el comentario alegórico del Cantar de los Cantares Explicatio mystica in Cantica canticorum y el Sermo de S. Vincentio. La primera obra se acompaña de dos cartas, una destinada al obispo de Tarragona Sergio y otra al diácono Justo, y fue la obra más divulgada de su autor, incluso fuera de la península ibérica; resulta curioso que en esta obra se emplee ya el texto de la Vulgata establecido por Jerónimo de Estridón. La segunda es un sermón sobre el mártir San Vicente que conmina a celebrar el día de su muerte; su texto fue descubierto a principios del XIX por Jaime Villanueva, pero hoy se cree que el autor fue su hermano Justiniano de Valencia.

## Obras
- [Explicatio mystica in Cantica canticorum y Sermo de S. Vincentio], en Monumenta sanctorum patrum Orthodoxographa, vol. II, Basel, 1569, págs. 1038-1064 (Patrología Latina [PL], 67, cols. 961-994)
- Jaime Villanueva (ed.), Viage literario a las Iglesias de España, X. Viage a Urgel, Valencia, 1821, págs. 219-221 (Patrologiae Latinae Supplementum [PLS], 4, cols. 237-238)
- Z. García Villada (ed.), Historia Eclesiástica de España, vol. II, 2, Madrid, Razón y Fe, 1933, págs. 265-266 (PLS, 4, cols. 235-237).